# Lago Débo
Lago Débo (en francés: Lac Débo) es un lago en la parte central de Malí, formado por la inundación estacional de la cuenca del río Níger.
El Lago Debo, en su mayor extensión, se encuentra a unos 80 kilómetros de Mopti en su extremo de aguas arriba y 240 km de Tombuctú en su extremo de aguas abajo. Es el más grande de muchos de dichos humedales estacionales y lagos que se forman en el delta interior del Níger y el lago más grande de Malí. Es reducido en gran medida durante los meses de marzo a septiembre en la época seca.